# Santa Maria de Llongarriu
Santa Maria de Llongarriu també denominada Santa Maria de Sacot, Santa Maria del Cot, Mare de Déu dels Àngels de Llongarriu és una ermita romànica situada al nucli de població de la Vall del Bac del municipi de la Vall de Bianya dins a la comarca de la Garrotxa. Es troba a 740 m d'altitud dominant la riera d'Oix, al costat de l'antiga casa pairal de Llongarriu. És un monument inventariat a l'Inventari del Patrimoni Arquitectònic de Catalunya. És una ermita d'estil romànic que data del segle xii o començaments del XIII però que té reformes del segle xvii. És un senzill temple d'una sola nau amb campanar en espadanya.

## Síntesi històrica
L'església és esmentada documentalment l'any 1066, com a Sanctae Mariae de Cod, en la donació testamentària d'un alou, feta a favor del monestir de Camprodon (Donación que Bernardo, Arnaldo, Seniofredo y Guillermo Adalberto, como tutores de la difunta Estefanía, hacen al monasterio de Camprodon y su abad Bemardo Seguí, de un manso o alodio sito en la parroquia de Santa Maria de Cod en la villa de Toralloles, cuyo manso tenía por linderos: al E., la villa de Torramas; S., serra de Biania; 0., término de Bag; y N., término de Avellanacurva). En altres documents apareix anomenada com Sancta Maria de Cod, Sancta Maria de Cute, Sancta Maria de Cote, i en català Santa Maria de Ça Cot, Santa Maria de Sacot, Santa Maria de la Cot i el Lloc de la Cot. Aquest fet indica que existia un temple anterior, possiblement preromànic, a l'església del segle xii. Tot i ser una parròquia rural amb pocs fidels, el 1314 estava ben proveïda d'objectes i ornaments de culte. El 1420 consta que a l'església hi havia el Santíssim reservat dins un cofre que penjava sobre l'altar, i per això el bisbe manà la construcció d'un sagrari. Consta que 12 anys després, el 1432, quan es tornà a fer-hi una visita pastoral, l'església es trobava totalment derruïda i caiguda a terra segurament a causa del terràtremol ocorregut el febrer del 1428. Com a conseqüència, com a temple s'havia habilitat una casa o barraca a prop de l'església, amb les campanes col·locades en una bastida provisional. No és fins a finals de segle que el bisbe de Girona mana que es faci la reconstrucció del temple, que llavors era atès pel rector de Castellar de la Muntanya. A mitjans del segle xv, l'única església parroquial de la Vall del Bac és la de Sant Andreu de Porreres i aquest fet suposa que amb el pas del temps, el rector només digui missa a Sacot una o dues vegades al mes i en algunes festivitats assenyalades com la Mare de Déu d'agost o Assumpció, que era l'advocació titular del temple. A la llinda de la porta s'esmenta que es realitzaren obres a l'església el 1672. L'església tenia en el segle xviii dues campanes a la torre. Una consueta de mitjan segle xix deixa constància que Santa Maria de Sacot, com església pertanyent a la Vall del Bac, mantenia una certa prevalença respecte a altres esglésies de la vall, pel que fa a la celebració del culte. El 1936 l'església fou incendiada i es perdé el retaule antic (s'ha proposat que del segle xvi) on hi havia representada l'Assumpció de Maria i que confusament ha fet que hom apliqués a l'església el nom o advocació de Mare de Déu dels Àngels de Llongarriu. L'església ha estat recentment restaurada, acabant-se les obres el 1989.

## Descripció
Es tracta d'una església d'una sola nau amb volta d'ametlla i amb capçalera rectangular al costat est. Les seves característiques corresponen al romànic del segle xii o començaments del xiii. En l'esmentada àbside rectangular hi ha una finestra central amb arc de mig punt. En el frontispici, a l'oest, hi ha la porta d'entrada de llum rectangular, en la llinda de la qual hi ha escrit que el 1672 es feren obres a l'església, a càrrec de Pal·ladi Joncar de Llongarriu, si bé la mà executora, qui feu la feina, fou Joan Aulon, segons una interpretació de la inscripció que hi figura. A la paret de migdia hi ha les restes d'un antic rellotge de sol. Sobre la porta hi ha una finestra amb arc de mig punt. Per sobre la porta d'accés, al teulat, hi ha un campanar en espadanya amb dos ulls que acaben amb arc de mig punt. A l'interior els murs són resseguits per un banc